# Миклоши, Иштван
Иштван Миклоши (венг. Miklósy Istvan, 22 августа 1857 года, Австро-Венгрия — 29 октября 1937 года, Хайдудорог, Венгрия) — первый епископ Хайдудорога Венгерской католической церкви с 23 июня 1913 года по 29 октября 1937 год.

## Биография
17 апреля 1884 года Иштван Миклоши был рукоположён в священника.
23 июня 1913 года Римский папа Пий X назначил Иштвана Миклоша епископом Хайдудорога. 5 октября 1913 года состоялось рукоположение Иштвана Миклоша в епископа, которое совершил крижевицкий епископ Юлий Дроговецкий в сослужении с епископом Кошице Августином Фишером-Кольбри и титулярным епископом Книна Йожефом Ланьи де Кешмарком.
Скончался 20 октября 1937 года в Хайдудороге.